# Andreas von Baumgartner
Adreas von Baumgartner (23. listopad 1793 Frymburk – 30. červenec 1865 Vídeň) byl učitel fyziky na lyceu v Olomouci a univerzitě ve Vídni, státník a prezident vídeňské hospodářské akademie.

## Život
Vzdělání se mu dostalo na základní škole v rodném Frymburku, kde jej vyučoval známý hudebník Jan Nepomuk Vojtěch Maxant. Poté se vydal na studia matematiky a přírodní vědy do Vídně. Mezi lety 1817–23 působil na lyceu v Olomouci, poté se stal profesorem na univerzitě ve Vídni, kde se také stal v roce 1851 předsedou vídeňské akademie. Ve státní sféře získal řadu funkcí od vedení c.k. továren pro výrobu skla, porcelánu a tabáku až po funkci ministra veřejných prací, obchodu a financí. V roce 1846 byl pověřen vrchní správou stavby telegrafů. V letech 1846 až 1847 se zasloužil o postavení a zprovoznění první linky elektromagnetického telegrafu na trase železnice Vídeň – Brno. V roce 1847 byl jmenován dvorním radou a o sedm let později jej císař František Josef I. povýšil do šlechtického stavu. Do penze odešel v roce 1855 a o deset let později byl pochován ve 13. vídeňském obvodu Hietzing.

## Vědecká činnost
Sepsal řadu učebnic fyziky, které vyšly i v českém jazyce. Učebnici Mechanik sepsal během svého působení na Moravě. Podobně jako Gerstnerovy učebnice, byly i tyto praktického zaměření. O Baumgartnerovy učebnice se opírá J. F. Smetana (1801–1861), jehož práce nebyly původní, ale znamenaly dovršení procesu vytváření českého názvosloví elementární fyziky.
Společně s K. Kreilem vytvořil metodu použití elektromagnetického telegrafu k určení zeměpisných vzdáleností. V této práci mlčky považovali rychlost šíření elektřiny za nekonečnou.